# Ngựa Vyatka
Ngựa Vyatka hay còn gọi với cái tên khác là Ngựa Viatka (tiếng Nga: Вятская лошадь, vyatskaya loshad) là một giống ngựa có nguy cơ tuyệt chủng có nguồn gốc từ vùng Vyatka trước đây, nay là Kirov Oblast của Liên bang Nga. Giống ngựa chủ yếu được tìm thấy ở đó và tại Cộng hòa Udmurt. Giống ngựa này có tên được đặt theo sông Vyatka.:512
Chiều cao trung bình tính từ bả vai của ngựa cái Vyatka là 140 cm (13,3 tay; 55 inch) và trọng lượng trung bình 400 kg (880 lb).

## Lịch sử
Vyatka chịu ảnh hưởng của khí hậu và địa hình của các vùng Kirov, Udmurtia và phía tây Perm; Ngựa Estonia và ngựa Klepper được đưa đến miền bắc nước Nga vào thế kỷ thứ mười bốn bởi những người thực dân Novgorod có thể đã ảnh hưởng đến hình dạng của giống ngựa này, vì sau này có thể nhập khẩu ngựa Estonia cho công việc khai thác ở dãy núi Ural.:338 Vyatka được đánh giá cao về sức bền, tốc độ và sự thanh đạm của nó. Đến giữa thế kỷ XIX, nó được coi là con ngựa tốt nhất để kéo xe Troika; một số được xuất khẩu từ vùng Vyatka, bao gồm cả Ba Lan.:339
Năm 1917, giống ngựa này gần như tuyệt chủng; một số nỗ lực tái lập đã được thực hiện sau Cách mạng Nga. Các con số ở Kirov và Udmurtia được ước tính vào khoảng 2000 con vào năm 1980.:339 Năm 2003, số lượng được biết là 560, và năm 2007, Vyatka nằm trong Danh sách Nguy cấp của FAO.:99